# Andreas Klöden
Andreas Klöden(* 22. června 1975, Mittweida) je bývalý německý silniční profesionální cyklista. Mezi jeho hlavní úspěchy patří bronzová medaile z olympijských her v Sydney a druhá místa na Tour de France v roce 2004 a 2006.

## Život
Andreas Klöden se narodil 22. června 1975 v německém okresním městě Mittweida. Před tím než se stal profesionálním cyklistou získal bronzovou medaili na mistrovství světa jezdců pod 23 let v časovce roku 1996 a vyhrál dvě etapy na závodě Rheinland-Pfalz Rundfahrt v roce 1997.
V roce 1998 Andreas Klöden podepsal smlouvu s týmem Deutsche Telekom a hned ve své první sezoně mezi profesionály vyhrál Niedersachsen-Rundfahrt a prolog na Kolem Normandie. V následujícím roce 1999 vyhrál etapu na Kolem Algarve. Ale jeho první opravdu úspěšná sezona přišla v roce 2000 kdy po vítězství na Paříž–Nice a Okolo Baskicka získal bronzovou medaili na letních olympijských hrách v Sydney za svými týmovými kolegy Janem Ullrichem a Alexandrem Vinokourovem
V letech 2001–2003 Andreas Klöden nezískal žádná vítězství, jelikož ho doprovázela zranění, v roce 2003 dokonce musel odstoupit z Tour de France kvůli zlomené kostrči.
Ovšem rok 2004 by se dal označit z jeho cyklistické znovuzrození, vyhrál národní šampionát a na Tour de France, kam jel jako dvorní domestik Jana Ullricha skončil na druhém místě celkové klasifikace, zatímco jeho týmový lídr obsadil čtvrté místo.
V roce 2005 Klöden vyhrál etapu na Bayern-Rundfahrt a byl považován, spolu se svými týmovými kolegy Janem Ullrichem a Alexandrem Vinokourovem za jednoho z největších favoritů na celkové vítězství na Tour de France. V osmé etapě TdF Klöden zaútočil v polovině posledního stoupání, na vrcholu dojel již osamoceného Pietera Weeninga. Ve sprintu po sjezdu do cíle v Géradmeru však s Weeningem prohrál o nejmenší rozdíl na TdF všech dob (9,6 mm neboli 0,0002 s). Později z TdF odstoupil poté, co si v šestnácté etapě při pádu zlomil zápěstí.
Na Tour de France roku 2006 nestartovali hlavní favorité Jan Ullrich, Alexandre Vinokourov a Ivan Basso, což byla pro Klödena velká příležitost. Po diskvalifikaci Floyda Landise obsadil druhé místo když podlehl pouze Španělovi Oscaru Pereirovi.
V sezónách 2007–2009 jezdil Klöden v barvách kazašské stáje Astana. Pro cyklistický svět byla tato zpráva velice překvapující, jelikož v Astaně byl Vinokourov a bylo tedy jasné, že Klöden nebude lídrem. Ihned na začátku sezony ovšem předvedl svoji sílu a talent na Tirrenu Adriaticu kde zvítězil před Kimem Kirchenem a právě Vinokourovem. Na TdF však už jel jako domestik Alexandra Vinokourova, přesto si nevedl špatně, ale poté, co byl oznámen Vinokourovův pozitivní dopingový nález musel s celým týmem odstoupit. V roce 2008 vyhrál Kolem Romandie před Romanem Kreuzigerem a Marcem Pinottim.